# Friedhof Gohlis

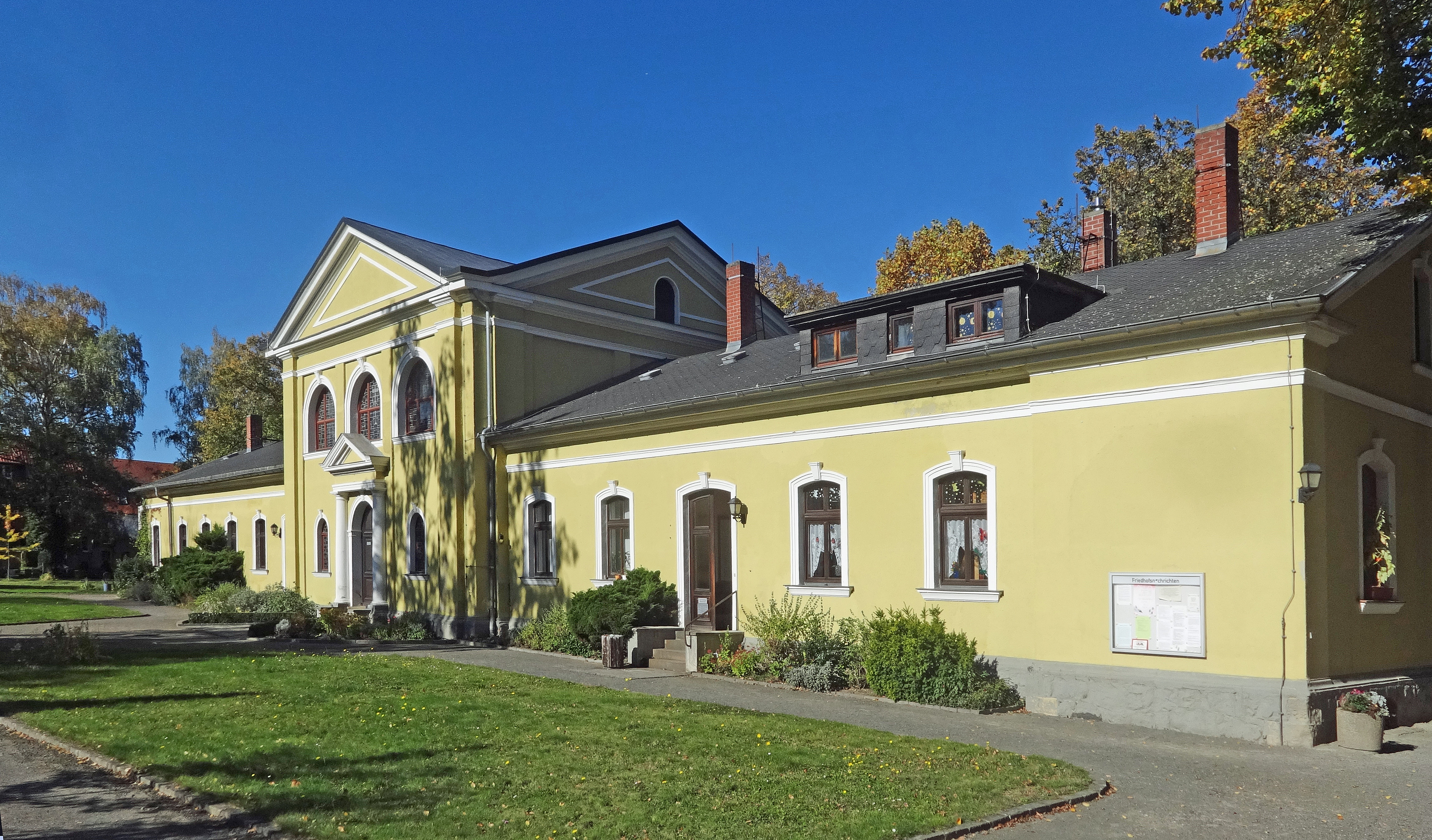
Die Friedhofskapelle von 1888 (2017)

Der Friedhof Gohlis ist der kirchliche Begräbnisort im Leipziger Stadtteil Gohlis. Er ist Teil des Evangelisch-Lutherischen Friedhofsverbandes Leipzig und steht als Sachgesamtheit unter Denkmalschutz.

## Lage und Gestalt
Der Friedhof Gohlis umfasst zwei Teile, die beiderseits des Viertelswegs liegen, welcher die Grenze zwischen den Ortsteilen Gohlis Mitte und Gohlis Nord markiert. In unmittelbarer Nähe befindet sich die Versöhnungskirche.

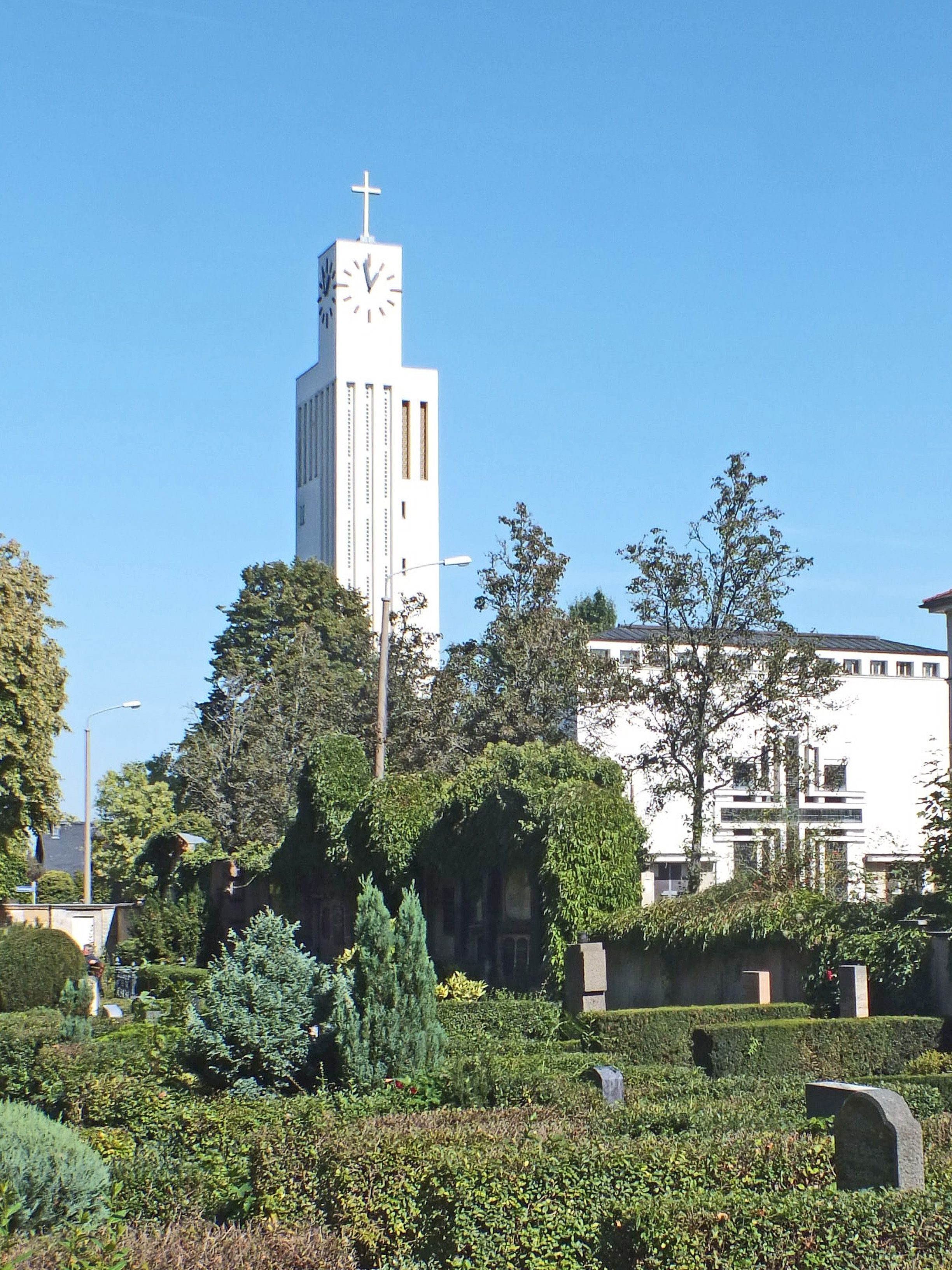
Versöhnungskirche vom südlichen Teil aus (2023)
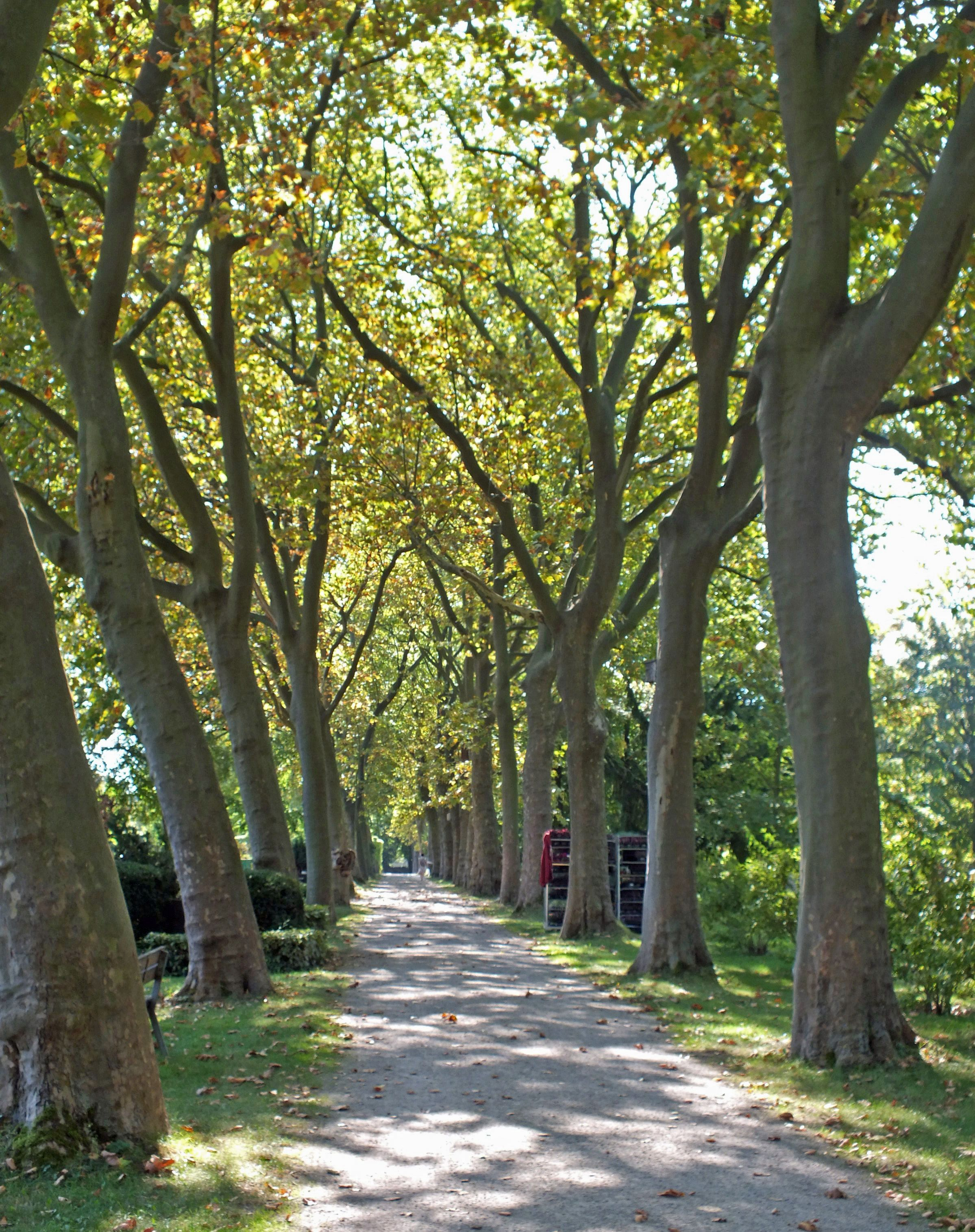
Platanenallee (2023)

Die Gesamtfläche des Friedhofs beträgt 5,0 Hektar, und er bietet Platz für etwa 11.000 Grabstellen. Die 52 Abteilungen sind streng rechtwinklig gegliedert und mit römischen und arabischen Ziffern bezeichnet. Die Wege sind von mächtigen Bäumen gesäumt, zumeist Platanen und Linden. Der nördliche Teil, etwa doppelt so groß wie der südliche, wird wegen der Kapellenanlage auch als Kapellenfriedhof und der südliche als Neuer Friedhof bezeichnet.
Die spätklassizistische Kapellenanlage ist ein langrechteckiger Baukörper mit einem zweigeschossigen Mittelteil und eingeschossigen Seitenflügeln. Die Gesamtlänge beträgt etwa 50 Meter. Der quadratische Mittelteil mit etwa 14 Meter Kantenlänge und einem Kreuzdach mit vier Dreiecksgiebeln enthält die Trauerhalle. Diese bietet Platz für etwa 70 Personen und besitzt eine Orgel. Ihre Frontseite zieren drei Rundbogenfenster und das Portal mit Dreiviertelsäulen und Dreiecksgiebel. Ein Seitenflügel enthält die Friedhofsverwaltung.

## Geschichte
Bis in die zweite Hälfte des 19. Jahrhunderts lag die Gohliser Begräbnisstätte im heutigen Bereich von Möckernscher und Breitenfelder Straße. Das immense Wachstum von Gohlis zu dieser Zeit begründete die Anlegung eines neuen Friedhofs. Dieser wurde 1868 als Neuer Friedhof an der Südseite des Viertelwegs eröffnet.
Wenige Jahre später wurde der Friedhof nach Norden über den Viertelsweg hinaus erweitert und hier 1888 die für diesen Teil namensgebende Friedhofskapelle errichtet. Diese Entwicklung führte dazu, dass der ältere der beiden Teile scheinbar widersinnig Neuer Friedhof heißt. 
In den Folgejahren wurde der Kapellenfriedhof bis etwa 1914 schrittweise auf die heutige Länge von 270 Meter erweitert.
In den Jahren 1991 und 1993 wurde die Friedhofskapelle aufwendig restauriert.

## Gräber
Auf dem Friedhof Gohlis sind viele bedeutende Persönlichkeiten bestattet, die Bedeutung für Gohlis, für Leipzig oder darüber hinausbesaßen. Die Grabgestaltung reicht von künstlerisch bedeutsamen Wandstellen, die zum Teil als Gemeinschaftsanlage weitergenutzt werden, bis zu modernen Formen.
Für die bestatteten Persönlichkeiten seien beispielhaft benannt:
- Karl Christian Schlippe (1796–1868), Gutsbesitzer und Ortsrichter in Gohlis
- Robert Sipp (1806–1899), Gewandhausmusiker und Geigenlehrer Richard Wagners
- Adolf Bleichert (1845–1901), Gründer der Seilbahnfabrik Adolf Bleichert & Co.
- Wilhelm Pittler (1854–1910), Gründer der Leipziger Pittlerwerke
- Carl William Zweck (1878–1951), Architekt (Bethanienkirche)
- Emil Block (1884–1966), Maler, Lehrer an der Kunstgewerbeschule Leipzig
- Ludwig Zukowsky (1888–1965), Zoologe und Zoodirektor
- Max Alfred Brumme (1891–1967), Bildhauer
- Siegfried Morenz (1914–1970), Ägyptologe
- Philine Fischer (1919–2001), Opernsängerin (Sopran)
- Helmut Richter (1933–2019), Schriftsteller und Textdichter (Über sieben Brücken)
- Dieter Scherbarth (1939–2022), Fußballspieler (Chemie Leipzig)
- Armin Kühne (1940–2022), Fotograf

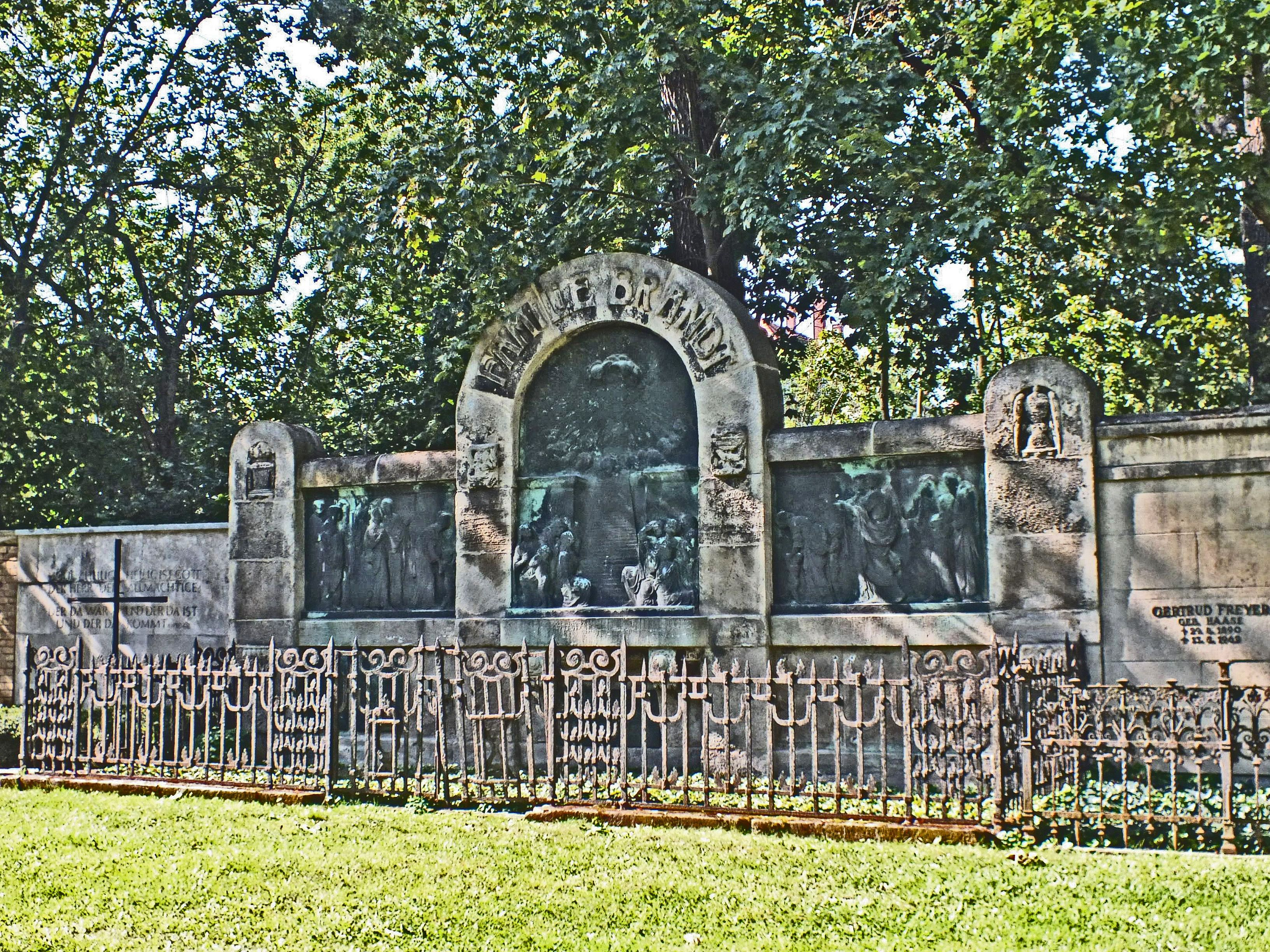
Wandstelle Familie Brandt
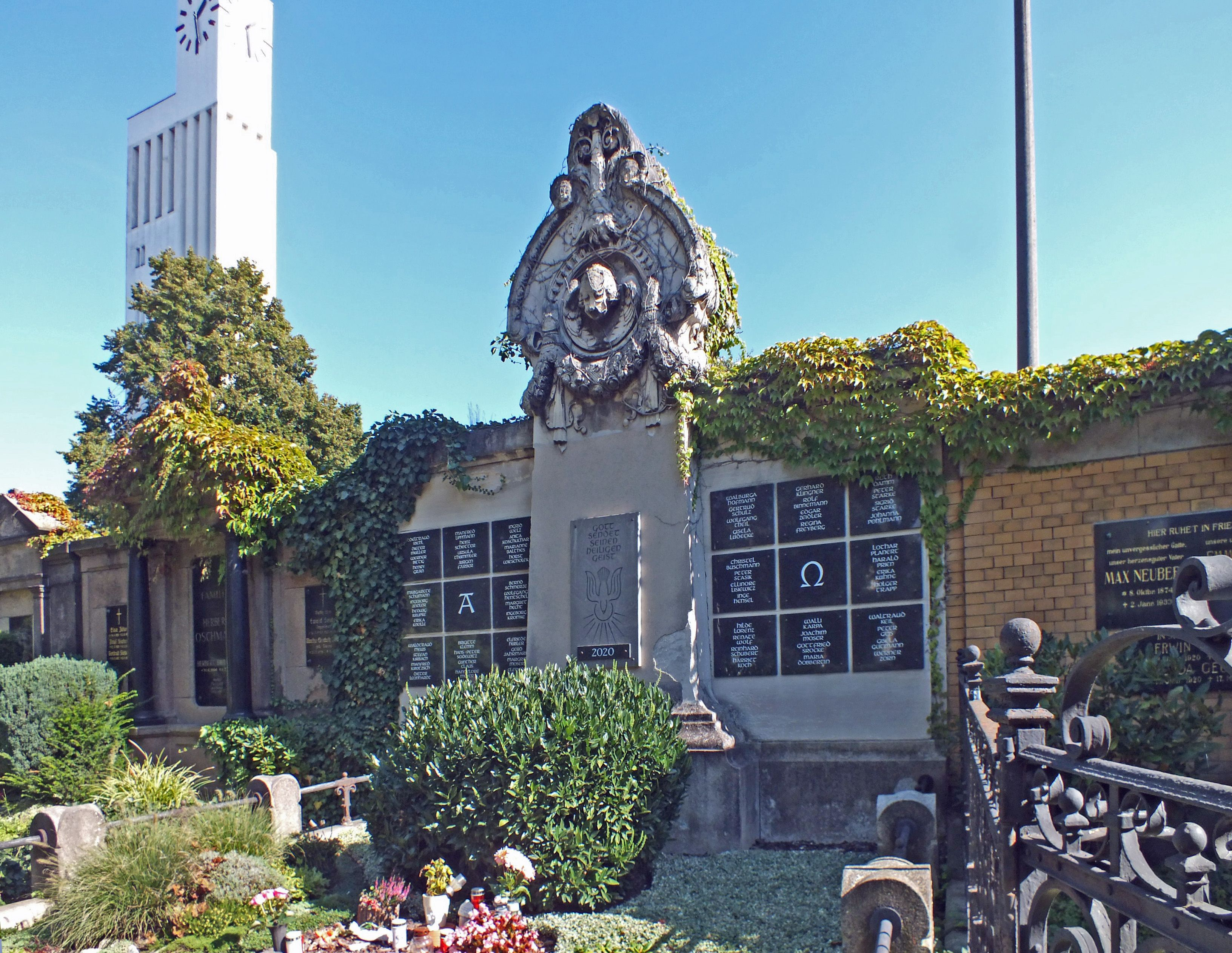
Gemeinschaftsanlage auf ehemaliger Wandstelle
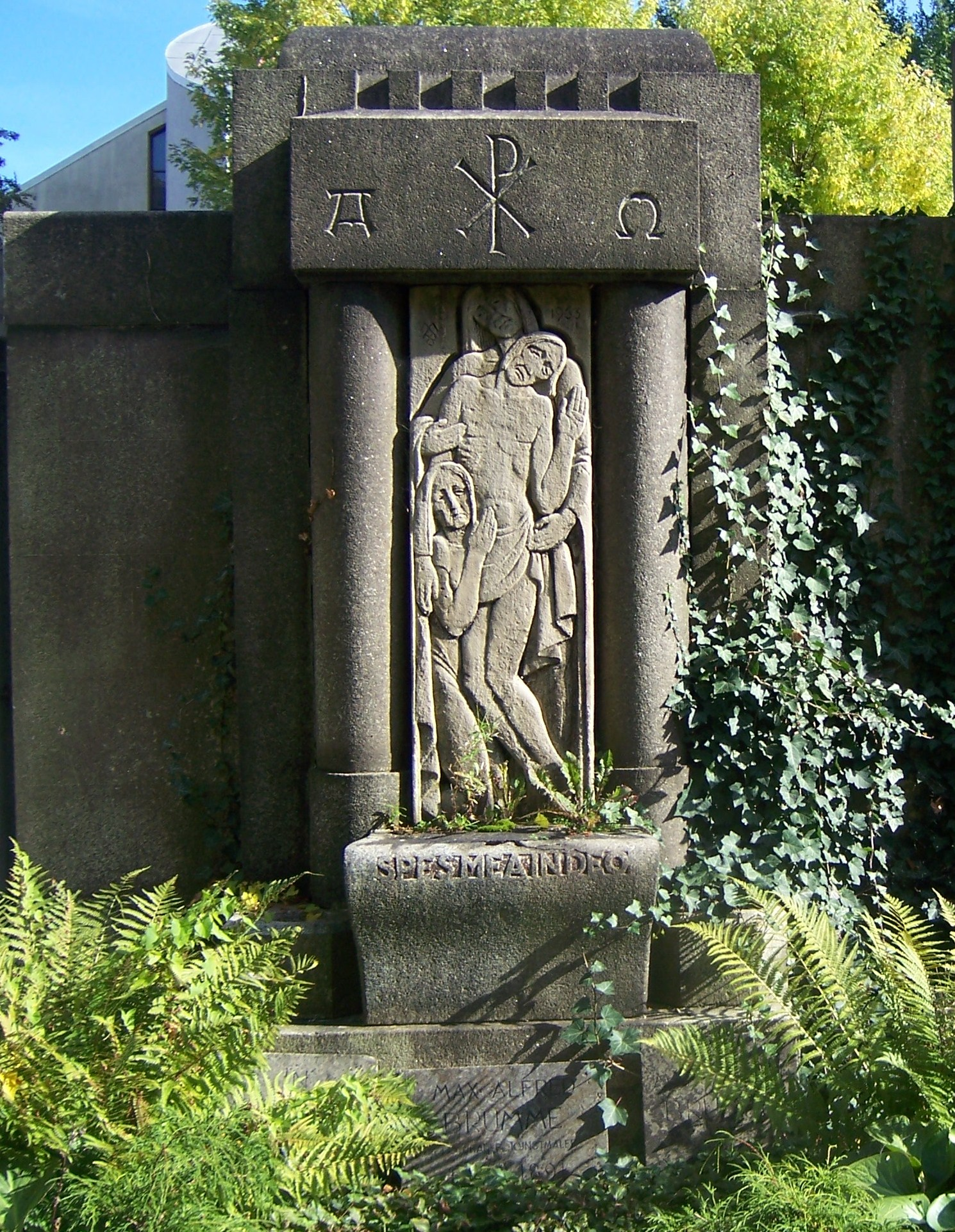
Bildhauer Max Alfred Brumme
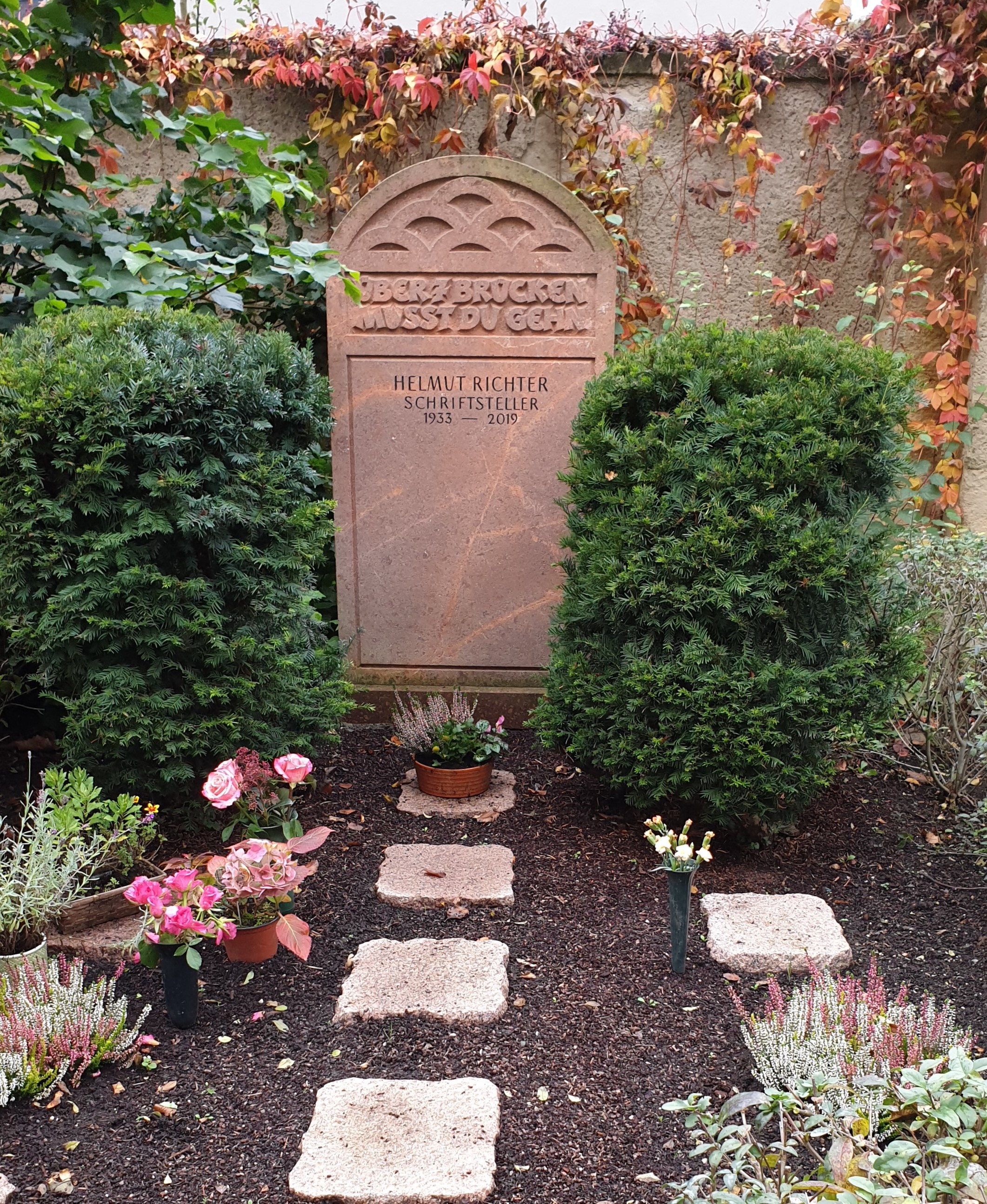
Schriftsteller Helmut Richter
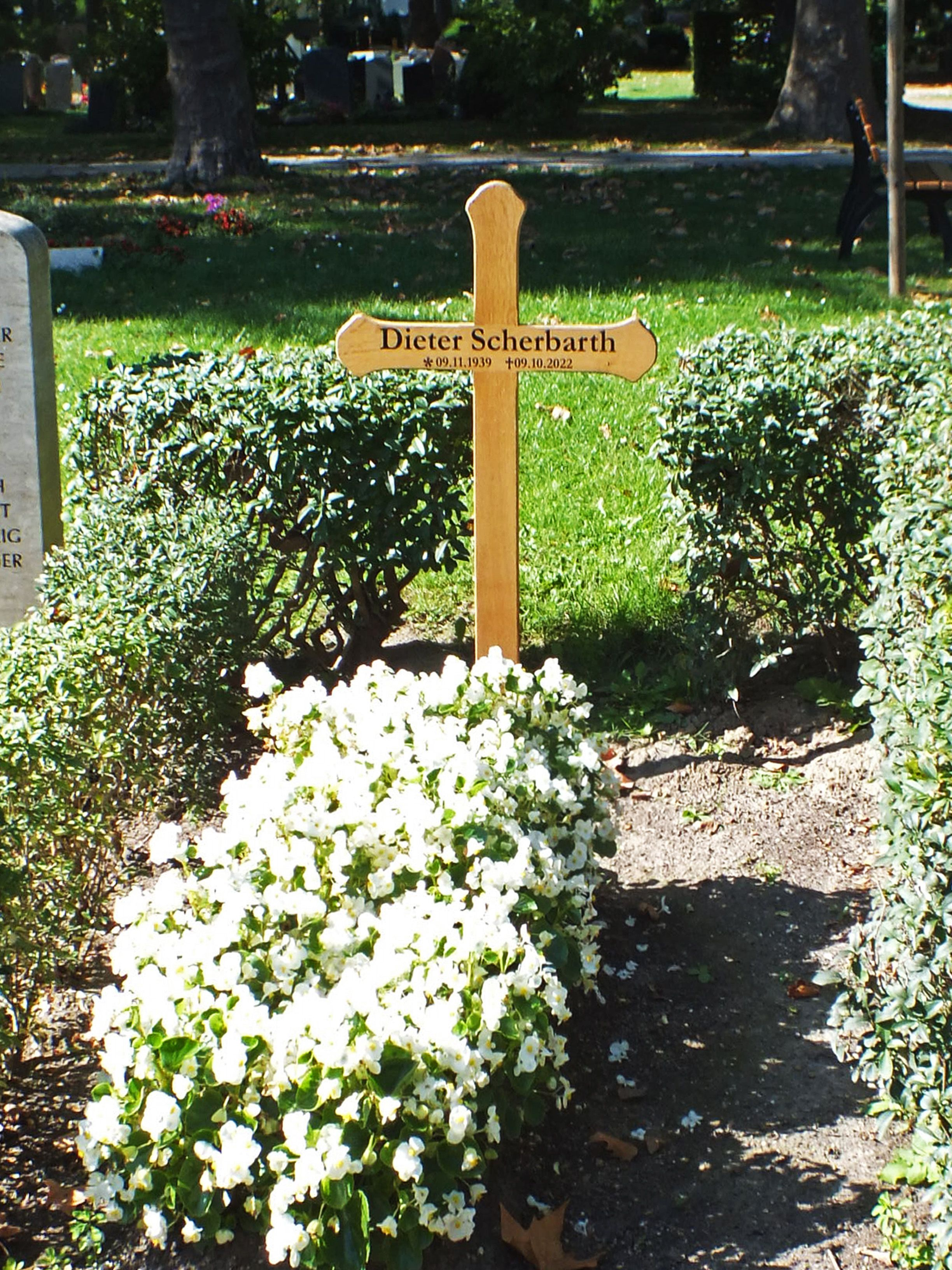
Fußballer Dieter Scherbarth
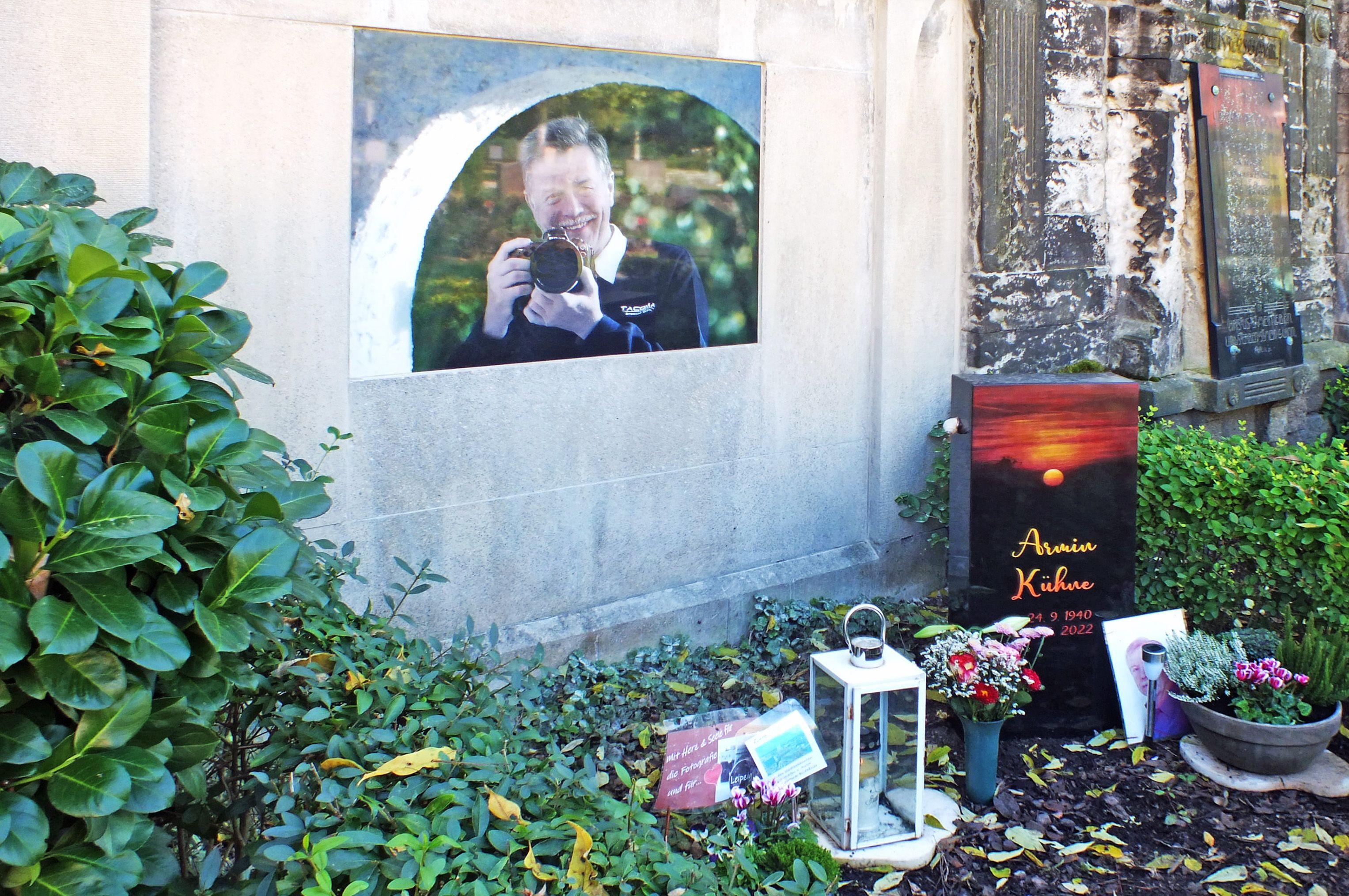
Fotograf Armin Kühne